# 仙田岑夫
仙田 岑夫（せんだ みねお、1935年〈昭和10年〉 - 2005年〈平成17年〉3月22日）は、日本の政治家、航空自衛官。扶桑町議会議員（3期）。

## 来歴
愛知県扶桑村（現：扶桑町）出身。1957年（昭和32年）3月に防衛大学校を第一期で卒業。航空自衛隊幹部学校主任研究開発官などを経て1985年（昭和60年）3月16日から1987年（昭和62年）3月15日まで第4高射群司令（1等空佐）、その後は航空自衛隊第1術科学校副校長、三菱重工顧問などを歴任。
1991年（平成3年）の扶桑町長選挙に立候補。前収入役の澤田正夫との一騎討ちとなり、仙田陣営は中学時代の同窓生らが中心になって運動を進めたが、澤田に及ばず落選。
その後、1995年（平成7年）の扶桑町議会議員選挙で初当選し、町議を3期務めた。3期目任期途中の2005年（平成17年）3月22日死去。

## 家族
- 仙田明一（父） - 第3代扶桑町長、公選第2代扶桑村長、愛知県議会議員。

## 役職
- 航空自衛隊第1術科学校副校長[2]
- 三菱重工顧問[2]